# جعفر بن ربيعة

جعفر بن ربيعة بن عبد الله بن الأمير شرحبيل بن حسنة الفقيه الإمام أبو شرحبيل الكندي حليف بني زهرة بن كلاب سكن مصر أو ولد بها وقد أدرك والده ربيعة رسول الله صلى الله عليه وسلم ورآه ورأى جعفر عبد الله بن الحارث بن جزء وحدث عن أبي سلمة بن عبد الرحمن وأبي الخير مرثد اليزني وعراك بن مالك والأعرج وعدة حدث عنه الليث بن سعد وبكر بن مضر وعبد الله بن لهيعة وآخرون وثقه ابن سعد والنسائي وقال ابن سعد مات سنة اثنتين وثلاثين ومئة وقيل توفي سنة ست وثلاثين وهو الأصح وقيل توفي سنة أربع وثلاثين ومئة قاله شباب
قال ابن سعد : (جعفر بن ربيعة بن عبد الله بن شرحبيل بن حسنة الأزدي حليف بني زهرة بن كلاب)) ولا أدري أجعفر حفيد شرحبيل أم ابن حفيده
و يُختَلَف في نسبه باختلاف نسب جده شرحبيل، فقيل إنه تميمي وقيل كندي وقيل أزدي وقيل قُرشي والله أعلم.
و هو أحد تابعي التابعين من أهل مصر، وذكره ابن سعد في الطبقة الثالثة من التابعين.
و كان جده الصحابي المشهور شرحبيل بن حسنة أحد أمراء الأجناد على الجيوش لأبي بكر إلى الشام.
قال السخاوي : ((رأى من الصحابة عبد الله بن جزء الزبيدي وروى عن ابي الخير مرثد بن عبد الله بن أبي سلمة وعراك بن مالك والاعرج وجماعة، وثقه النسائي.

## توثيقه
قال عبد الله بن أحمد بن حنبل، عن أبيه : ((كان شيخنا من أصحاب الحديث ثقة)) وقال أبو زرعة : ((صدوق وقال النسائي وابن سعد : ((ثقة))
قال ابن حبان : ((من خيار أهل مصر ومتقنيهم)) وخرّج حديثه في صحيحه
كما وثقه أحمد بن صالح المصري وابن شاهين وابن حجر والذهبي

## روايته
و قال السخاوي بتحفة الأحباب : ((روى له الإمام البخاري وأبو داود والترمذي والنسائي وابن ماجة))
و روى جعفر عن : بكر بن سوادة الجذامي - وبكير بن عبد الله بن الاشج - وجميل بن أبي المضاء - وربيعة بن سيف المعافري - وربيعة بن يزيد الدمشقي - وأبي سلمة عبد الله بن رافع الحضرمي - وعبد الله بن عامر اليحصبي المقرئ - وعبد الرحمن بن هرمز الاعرج - وعبد الرحمن بن وعلة - وعراك ابن مالك - وعقبة بن مسلم التجيبي - وعكرمة مولى ابن عباس - وعمارة بن عبد الله بن طعمة المدني - وعون بن عبد الله بن عتبة بن مسعود - وأبي الخير مرثد بن عبد الله اليزني - ويحيى بن عبد الله بن الادرع - وأبي فراس يزيد بن رباح - ويعقوب بن عبد الله بن الاشجو روى عن الزهري. قال الآجري عن أبي داوُد : ((لم يسمع من الزهري))، وقال المزي : ((و -أي روى جعفر عن- محمد بن مسلم بن شهاب الزهري كتابة))
و روى عن أبي سلمة بن عبد الرحمن بن عوف. نقل الحافظان مغلطاي وابن حجر عن الطحاوي أنه قال : ((لا نعلم له من أبي سلمة بن عبد الرحمن سماعا))
قال المزي : ((روى عنه : بكر بن مضر - وحيوة بن شريح - وسعيد بن أبي أيوب - وعبد الله بن طيعة - وعمرو بن الحارث - والليث بن سعد - ونافع بن يزيد - ويحيى بن أيوب - ويزيد بن أبي حبيب (وهو من أقرانه)- وأبو مرزوق التجيبي، المصريون))
قال المزي : ((أخبرنا أبو العباس أحمد بن أبي الخير سلامة بن إبراهيم بن سلامة ابن الحداد، قال أنبأنا أبو سعيد خليل بن أبي الرجاء بن أبي الفتح الراراني، وأبو الحسن مسعود بن أبي منصور الجمال كتابة من أصبهان قالا أخبرنا أبو علي الحسن بن أحمد الحداد، قال أخبرنا أبو نعيم أحمد بن عبد الله الحافظ، قال حدثنا أبو عمرو بن حمدان، قال حدثنا الحسن بن سفيان، قال حدثنا قتيبة بن سعيد، قال حدثنا الليث بن سعد، عن جعفر بن ربيعة، عن الاعرج، عن أبي هريرة أن النبي صلى الله عليه وسلم، قال : (إذا سمعتم صياح الديكة، فاسألوا الله من فضله، فإنها رأت ملكا، وإذا سمعتم نهاق الحمار، فتعوذوا بالله من الشيطان، فإنها رأت شيطانا). رواه الجماعة سوى ابن ماجة، عن قتيبة فوافقناهم فيه بعلو، وهو من أعز الأحاديث، وأحسنها ولله الحمد)). راجع (البخاري4/155) و(مسلم2729) و(أبو داوُد5102) و(الترمذي3459) و(النسائي في الكبرى) و(أحمد2/306,321،364

## وفاته وقبره
و اما عن تاريخ وفاة جعفر، فقد ذكر ابن حبّان وفاته سنة 133ه، فقال : ((مات بعد سنة ثلاث وثلاثين ومائة عند دخول المسودة مصر)). وأما السخاوي فيذكر أنه توفي سنة 134ه. فمن الظاهر أنه توفي في أواخر سنة 133ه وعلى بداية سنة 134ه.
و أما الحافظ المزي فيقول : ((قال محمد بن سعد : مات سنة خمس أو ست وثلاثين ومئة)). هكذا نقل المزي عن ابن سعد، وهو وهم واضح، فإن ابن سعد لم يذكر ذلك، بل ذكر وفاته سنة 132ه، فقال : ((مات جعفر بمصر سنة اثنتين وثلاثين ومائة)) كما هو مثبت بالمطبوع ونقله الذهبي وغيره عن ابن سعد. كما نقل أيضا المزي عن ابن يونس قوله : ((توفي سنة ست وثلاثين ومائة)). قال مغلطاي وهو التاريخ الذي صححه الذهبي وغيره، وهو المعتمد وذكر أبو عبيد القاسم بن سلام أنه توفي سنة خمس وثلاثين، وكذا قاله عبدا لباقي بن قانع، و الله أعلم.
و كانت وفاة جعفر بمصر، وقبره بقرافة المقطم بالقاهرة ويوصف السخاوي مكان قبره فيقول بتحفة الأحباب، ص185 : ((و في غربي قبة الإمام الشافعي قبر في وسط الطريق به السيدة فاطمة بنت عبد الله الواسطي وقبليه مسطبة بها قبر أحمد الصفدي. وقال قوم انه قبر شرحبيل بن حسنة وليس بصحيح والصحيح أنه قبر جعفر بن شرحبيل بن حسنة الكندي المصري))...إلى أن قال : ((و توفي سنة 134هـ)). قلت : ذَكَرَ السخاوي ههنا جعفر منسوبا إلى جده وكأنه ابنه، وإنما هو حفيده كما تقدّم، وعادة ما يُنسَب الحفيد لجده، ووصف مكانه مرة أخرى في ص196 : فيقول أن قبره الذي بالتربة المعروفة بشرحبيل بن حسنة موجودة بقرب قبر السهروردي والغاسولي
1. ↑  سير أعلام النبلاء
2. ↑  الطبقات الكبرى، قسم الطبقة الثالثة من تابعي اهل مصر